# Aquilegia grata
Aquilegia grata (лат.) — многолетнее травянистое растение, вид рода Водосбор (Aquilegia) семейства Лютиковые (Ranunculaceae).
Естественный район распространения находится в Юго-Западной Европе, на территории стран ранее входивших в Югославию: Сербии, Черногории и Боснии.

## Ботаническое описание
Высота растения может достигать полутора метров.
Листья на длинных черешках рассечённые на три или две лопасти. Верхняя сторона листа ярко-зелёного цвета, нижняя — серого.
Цветение идёт в июне и июле.